# Theater Direkt
Theater Direkt ist der deutsche Name des von R. G. Gregory und der freien Gruppe Word&Action/Dorset 1968 entwickelten Instant Theatre. Diese Form der gemeinsamen Geschichtenimprovisation mit anschließender szenischer Umsetzung aus dem Moment heraus ist sowohl eine öffentliche Form des Improvisationstheaters als auch eine gruppeninterne kulturpädagogische Methode. Es behauptet und verbreitet sich als Methode der kollektiven bzw. kooperativen Kreativität in einem Feld vielfältiger Anwendung.

## Herkunft und Verbreitung
Für den ehemaligen Lehrer, Theatermacher und Lyriker R. G. Gregory ist Theater Direkt eine eigenständige Theaterform, geeignet, dem Publikum die Kontrolle über das Geschehen im Theater zu übertragen: „Here is a form of theatre that does without a considered script, that gives itself totally to the mood of the audience of the moment, and that (done once) can never be repeated.“
Neben weiteren interaktiven Formen und lokalen Aktivitäten in Dorset, Südengland war es vor allem das „Instant Theatre“ und sein Einsatz bei Sprachlerngruppen, der die Gruppe weltweit bekannt machte. In den achtziger Jahren war Gregory Gast u. a. am Studiengang Theaterpädagogik der damaligen HdK Berlin und am Institut für Angewandte Theaterwissenschaft in Gießen. 1986 lernte Eva Hippe Word and Action auf einer europäischen Fachtagung für Sprachlehrer in Brighton kennen und begleitete sie anschließend auf mehreren Tourneen. 1989 gründete sich in Neu-Isenburg die freie Gruppe „Theater Direkt“, die über mehrere Jahre lang Veranstaltungen und Workshops in deutscher Sprache durchführte. Seitdem entstand im deutschsprachigen Raum eine vielfältige Praxis in verschiedenen Zusammenhängen, in Sprachlerngruppen, in der Gewaltprävention, der politischen Bildung, im Kinder- und Jugendtheater und innerhalb theaterpädagogischer Ausbildungsgänge wie der Theaterwerkstatt Heidelberg und dem Institut für Theaterpädagogik der Fachhochschule Osnabrück/Lingen.

## Durchführung eines Theater Direkt
Die Zuschauer (mindestens zehn, maximal 100) sitzen an vier Seiten eines Rechteckes um eine Spielfläche in der Mitte. Die Geschichte entwickelt sich aus den offenen Fragen des Spielleiters und den Antworten des Publikums, die diese laut rufen oder sich melden. Dabei gilt:
- „Alle Antworten sind wahr.“
- Alles was jemand aus der Gruppe sagt und der Spielleiter hört, kommt in der Geschichte vor.
- Eine einmal gegebene und gehörte Antwort kann nicht zurückgenommen werden.
- Eine bewertende Auswahl der Antworten ist nicht möglich.
- Alles ist freiwillig. Niemand darf zu etwas gezwungen oder überredet werden, das er selbst nicht will.
- Würde niemand etwas sagen und sich niemand für eine Rolle melden, würde auch nichts geschehen.

Aus dem Dialog zwischen Spielleiter und Gruppe entsteht so der Handlungsstrang einer Geschichte, die vom Spielleiter zusammengefasst wird, ohne dass dieser eigene Formulierungen, Ideen und Vorschläge einbringen darf. Er bringt lediglich die Dramaturgie, die Form der Geschichte mit, in dessen Mittelpunkt ein neu zu erfindender Held (Mann oder Frau, Junge oder Mädchen) steht. Eine einfache Abfolge von offenen Fragen erleichtert es dem Spielleiter, die Geschichte der Gruppe entstehen zu lassen. Oberste Regel ist dabei, dass er Inhalt und Entwicklung der Handlung nicht bewusst beeinflussen darf. Daher darf er keine Fragen stellen, die auf eine bestimmte Antwort hinweisen oder die man nur mit „ja“ oder „nein“ beantworten kann („geschlossene Fragen“), z. B.: „Welche Farbe hat die Katze?“, statt: „Ist die Katze schwarz?“ oder „Und die Katze war dann doch bestimmt schwarz, oder?“ Seine Aufgabe besteht darin, sich auf die Bilder der Gruppe/des Publikums einzulassen. Er sollte gleichzeitige Antworten nicht übergehen, aber auch nicht selbst beantworten, sondern an die Gruppe zurückspiegeln und Widersprüche so lange durch das Publikum klären lassen, bis ihm selbst der Verlauf der Handlung klar geworden ist. Antworten auf die Frage „An welchem Tag beginnt die Geschichte?“ zwei Teilnehmerinnen gleichzeitig mit „Dienstag“ und „Donnerstag“, fragt er zurück: „Wie konnte es zugleich Dienstag und Donnerstag sein?“ Jemand aus der Gruppe wird vielleicht antworten, dass die Heldin sich geirrt hat und nur glaubte, es sei Dienstag, obwohl es in Wirklichkeit Donnerstag war, und so die Geschichte entwickeln.
Der Spielleiter wiederholt die Antworten, fügt sie in die bereits bestehende Handlung ein und fasst von Zeit zu Zeit zusammen, damit sich alle das entstehende Bild vorstellen können. Die Exposition des neuen Stückes (Wer – Wann – Wo – Was passiert – Was passiert als Nächstes – Wetter) bildet den ersten Akt, der vom Spielleiter noch einmal zusammengefasst wird. Beim anschließenden Spielteil werden alle in der Geschichte vorkommenden Rollen aufgezählt. Es gibt weder Requisiten noch Kostüme. Alles, was in der Geschichte vorkommt, Gegenstände, Körperteile, Gefühle oder Personen wird von Menschen gespielt. Alle Elemente der Geschichte sind Rollen, haben Gefühle und können sprechen. In der Aufführungspraxis der Gruppe Word and Action bestand das Theaterteam neben dem Spielleiter aus zwei weiteren Spieler(inne)n, die Rollen übernehmen. Der erste übernimmt die Hauptrolle. Der zweite übernimmt andere Rollen in Bereichen, die möglichst weit von der Hauptrolle entfernt ist, z. B. die tragende Rolle einer Massenszene an einem anderen Ort. Innerhalb eines Workshops kann der Spielleiter selbst die Hauptrolle übernehmen, um sicherzustellen, dass jeder Zuschauer mindestens einmal in seiner Rolle angespielt wird. Der Protagonist erhält so Gewicht und wird für alle deutlich sichtbar. Der Spielteil folgt dem Erzählstrang der Geschichte. Alle Spieler improvisieren ihre Figuren nach dieser Vorgabe mit eigenem Rollentext, aber ohne den Verlauf der Handlung zu verändern. Sind alle Szenen eines Aktes gespielt, setzen sich alle auf die Plätze und der Erzählteil des zweiten Aktes beginnt, dem sich wieder ein Spielteil anschließt, dann kommt der Erzählteil des dritten Aktes, mit dem die Geschichte beendet werden soll und der so lange dauert, bis die Zuschauer erklären, dass die Geschichte beendet ist. Ein Durchgang endet mit dem Spielteil des dritten Aktes. Nach sechzig bis neunzig Minuten hat die Gruppe oder das Publikum ihr eigenes Stück in drei Akten gemeinsam erfunden und gespielt.

## Wirkung und Ergebnisse
Die entstandenen Geschichten haben  oft originelle Sprünge, surreale Montagen, Handlungen und Themen.  Theater Direkt ist ein offenes Verfahren der kollektiven Kreativität, bei dem Elemente der erlebten Wirklichkeit neu montiert werden, ohne Ideen während des Prozesses zu bewerten, analysieren oder einzuordnen. Das gemeinsame Erlebnis wie auch das gemeinsame Ergebnis verbindet die Gruppe und kann eine gute Grundlage für die weitere Projektarbeit schaffen. Dabei kommt es auch vor, dass Zuschauer Motive und Figuren aus elektronischen Medien in einen neuen Zusammenhang stellen. Der Konsum von elektronischen Medien wird so innerhalb der durch die Fiktion und die Gruppe geschützten gemeinsamen Geschichte sichtbar und somit reflektierbar. Dieses „Medienrecycling“ gibt dem Spielleiter anschließend an einen Durchgang nicht nur die Möglichkeit, über Medienerfahrung zu sprechen, sondern auch – falls gewünscht – diese für den weiteren kreativen Prozess zu benutzen.

## Theater Direkt im Vergleich
Die Unterschiede zu anderen Formen der Publikumsbeteiligung sind klar erkennbar. Sind es beim Improvisationstheater nach Formaten Keith Johnstones die Schauspieler, die über den Inhalt ihrer Szenen spontan entscheiden (bei gelegentlicher Beteiligung der Zuschauer, die z. B. einen Ort vorschlagen) übernimmt bei „Theater Direkt“ eine beliebige Gruppe oder ein öffentliches Publikum die inhaltliche Kontrolle über eine Geschichte. Anders als in Augusto Boals „Theater der Unterdrückten“ betreten die Zuschauer/Teilnehmer hier durch ihre Geschichten fiktive Räume, in denen sich die Realität verwandelt widerspiegeln und weiterentwickeln kann, ohne dass sie sofort mit gesellschaftlichen oder persönlichen Problemfeldern konfrontiert werden. Der Umgang mit der eigenen Phantasie bleibt spielerisch.